# 禮賓公關外事辦公室
禮賓公關外事辦公室（葡萄牙語：Gabinete de Protocolo, Relações Públicas e Assuntos Externos）於2012年9月1日成立，隸屬於中華人民共和國澳門特別行政區行政長官辦公室，直接向行政長官負責，專門負責為到澳門政府安排禮賓及非外交政策的領事管理。
2021年2月1日，政府總部輔助部門和禮賓公關外事辦公室將合併為政府總部事務局。

## 職權
- 策劃及籌備行政長官在澳及外訪的官式活動；
- 統籌國內外部長級以上代表團及行政長官指定的人士的訪澳接待活動；
- 負責管理外國駐港澳領事及官方認可機構的非外交政策事務，以及相關聯繫；
- 協助辦理外交代表證件及領事官員證件；
- 就特區政府各部門與國際組織的國際合作及交流活動提供協助；
- 協調辦理行政長官在澳的接見、會議、宴請及簽署儀式；
- 統籌行政長官指定的特區政府大型活動。

## 組織法例
- 第233/2012號行政長官批示（2012年8月27日《澳門特別行政區公報》）設立禮賓公關外事辦公室。
- 第152/2016號行政長官批示（2016年5月30日《澳門特別行政區公報》）將禮賓公關外事辦公室的存續期延長。

## 組織
禮賓公關外事辦公室的存續期為一年，可以延長，由一名主任領導、兩名副主任輔助。編制為50名人員。

## 歷史
澳門特別行政區成立以來，對外的交往日益頻繁及增加，不論在涉及外國、區域合作以至在國際性範圍上，都有了很大程度的發展和新的定位，世界各國對澳門的了解和關注亦日益加深。根據統計，於2011年，澳門特別行政區政府總共接待了中國大陸代表團40次、領事及領事團逾100次及外國政府代表團63次。政府總部輔助部門禮賓暨公關部共安排了由行政長官率領的政府代表團往外國訪問1次及往中國大陸訪問16次。
故此，於2012年年中開始籌備組織部門專門負責相關事務。同年8月27日，澳門特別行政區政府公報及刊登了設立禮賓公關外事辦公室室的第233/2012號行政長官批示。同年9月1日，成立禮賓公關外事辦公室，專門負責相關事務。